# Wolfgang Sehringer (Psychologe)
Wolfgang Sehringer (* 21. Mai 1929 in Mannheim; † 3. Februar 2024) war ein deutscher Pädagoge und Psychologe.

## Werdegang
Wolfgang Sehringer kam in Mannheim zur Welt und wuchs im Odenwald, in Breisach am Rhein und in Schopfheim auf, der Heimatstadt seines Vaters, eines evangelischen Pfarrers, der 1945 starb. Nach dem Abitur (Schopfheim 1948) studierte er an den Universitäten in Freiburg im Breisgau, Basel, Kiel, Heidelberg und Reading. Sein Lehramtsstudium in Deutsch, Englisch und Geschichte schloss er mit dem Staatsexamen für das höhere Lehramt ab, sein Psychologiestudium mit der Promotion (Freiburg im Breisgau 1956). 1958 heiratete er die Germanistin und spätere Gymnasiallehrerin Marliese Feßler (1927–2020).
Nach zweijähriger Tätigkeit als Lektor für Deutsche Sprache und Literatur an der University of Reading (1958–1960) war Sehringer zunächst Gymnasiallehrer in Lörrach und Schopfheim. 1968 wechselte er an die Pädagogische Hochschule Heidelberg, 1971 wurde er ebenda auf eine Professur für Pädagogische Psychologie berufen. Gastprofessuren führten ihn zwischenzeitlich an die Universität Basel (1975, 1978) und an die Pädagogische Hochschule Erfurt (1991). Nach seiner Pensionierung 1994 blieb er der Pädagogischen Hochschule Heidelberg für zwölf weitere Jahre verbunden. Zu seinen Forschungsschwerpunkten zählten die Psychologie der Kinderzeichnung und die optimale Zusammensetzung von Schulklassen, aber auch das Lehrerhandeln im Unterricht. Neben mehreren Fachbüchern legte er zahlreiche Beiträge in Fachzeitschriften, Lexika und Sammelbänden vor, auch international, so in Ungarn, Spanien und den Vereinigten Staaten.
2000 wurde Wolfgang Sehringer mit dem Ernst-Kris-Preis der SIPE (Société internationale de psychopathologie de l’expression et d’art-thérapie) ausgezeichnet. Ab 2001 war er Ehrenmitglied der Ungarischen Gesellschaft für Psychiatrie.

## Schriften (Auswahl)
- Konfliktanalyse im Unterricht. Studien und Materialien für den Deutschunterricht und den Sozialkundeunterricht. Klett, Stuttgart 1974.
- Zeichnen und Spielen als Instrumente der psychologischen Diagnostik. Schindele, Heidelberg 1983.
- Als Herausgeber: Lernwelten und Instruktionsformen. Lang, Frankfurt am Main u. a. 1986.
- In Zusammenarbeit mit Gabriela Jung: Schulreform von unten. Leistungsdifferenzierung an einem Gymnasium und Begabungsuntersuchungen an weiterführenden Schulen in einer süddeutschen Region. Deutscher Studienverlag, Weinheim 1995.
- Zeichnen und Malen als Instrumente der psychologischen Diagnostik. Ein Handbuch. 2., vollständig neu bearbeitete Auflage, Universitäts-Verlag Winter, Programm Edition Schindele, Heidelberg 1999.
- In Zusammenarbeit mit Petra Scheltwort: Unterrichten: Reflexion und Training. Ein Modell zur Evaluation und Innovation des Lehrens. Auer, Donauwörth 2004.
- Transkulturelle Diagnostik mittels zeichnerischer Gestaltungsverfahren in sieben Thesen. In: René Bloch: Die Psychagogische Psychotherapie. Ein Denkmodell für das 21. Jahrhundert. Verlagshaus der Ärzte, Wien 2014, S. 90/91.
- Was meine Erinnerungen mir sagen und ich heute darüber denke. Versuch einer Vergegenwärtigung und Selbstvergewisserung. Autobiographie, unveröffentlichtes Manuskript, 469 Seiten, Schopfheim 2018.